# Antiagrion grinbergsi
Antiagrion grinbergsi är en trollsländeart som beskrevs av Jurzitza 1974. Antiagrion grinbergsi ingår i släktet Antiagrion och familjen dammflicksländor. IUCN kategoriserar arten globalt som livskraftig. Inga underarter finns listade i Catalogue of Life.